# Plymouth Breeze
Der Plymouth Breeze war eine von Januar 1996 bis Januar 2000 von dem US-amerikanischen Automobilhersteller Plymouth angebotene Limousine der Mittelklasse mit Frontantrieb.
Bis auf Markenzeichen, Kühlergrill und Heckleuchten war der Breeze mit dem Dodge Stratus und dem Chrysler Cirrus identisch. Diese drei Modellreihen waren auch unter dem Namen Cloud Cars bekannt.

## Übersicht
Angetrieben wurde der Breeze anfangs ausschließlich von einem 134 PS (98 kW) starken Zweiliter-Reihenvierzylinder mit 16 Ventilen, gekoppelt mit einem Fünfganggetriebe oder einer Viergangautomatik. Ab dem Frühjahr 1997 gab es zusätzlich einen 2,4 Liter-Vierzylinder mit 152 PS (112 kW). Mit dem Modelljahr 1998 kam das Expresso-Ausstattungspaket ins Programm, mit speziellen Emblemen, Radabdeckungen, verbessertem Audiosystem und Innenraumstoff mit „Rhythm“-Muster.

Bis zum Ende der Produktion im Jahr 2000 entstanden etwa 200.000 Exemplare.

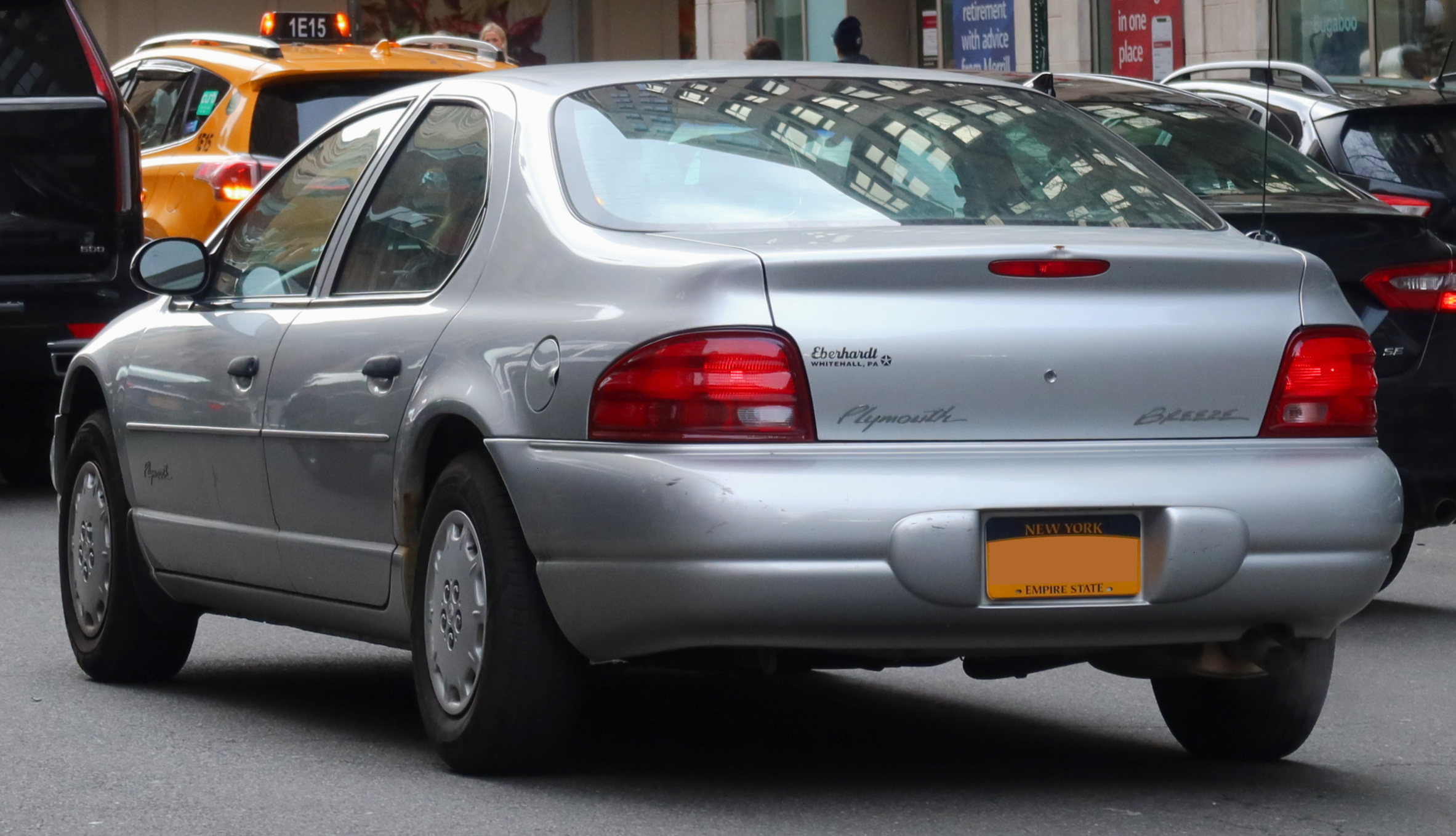
Heckansicht
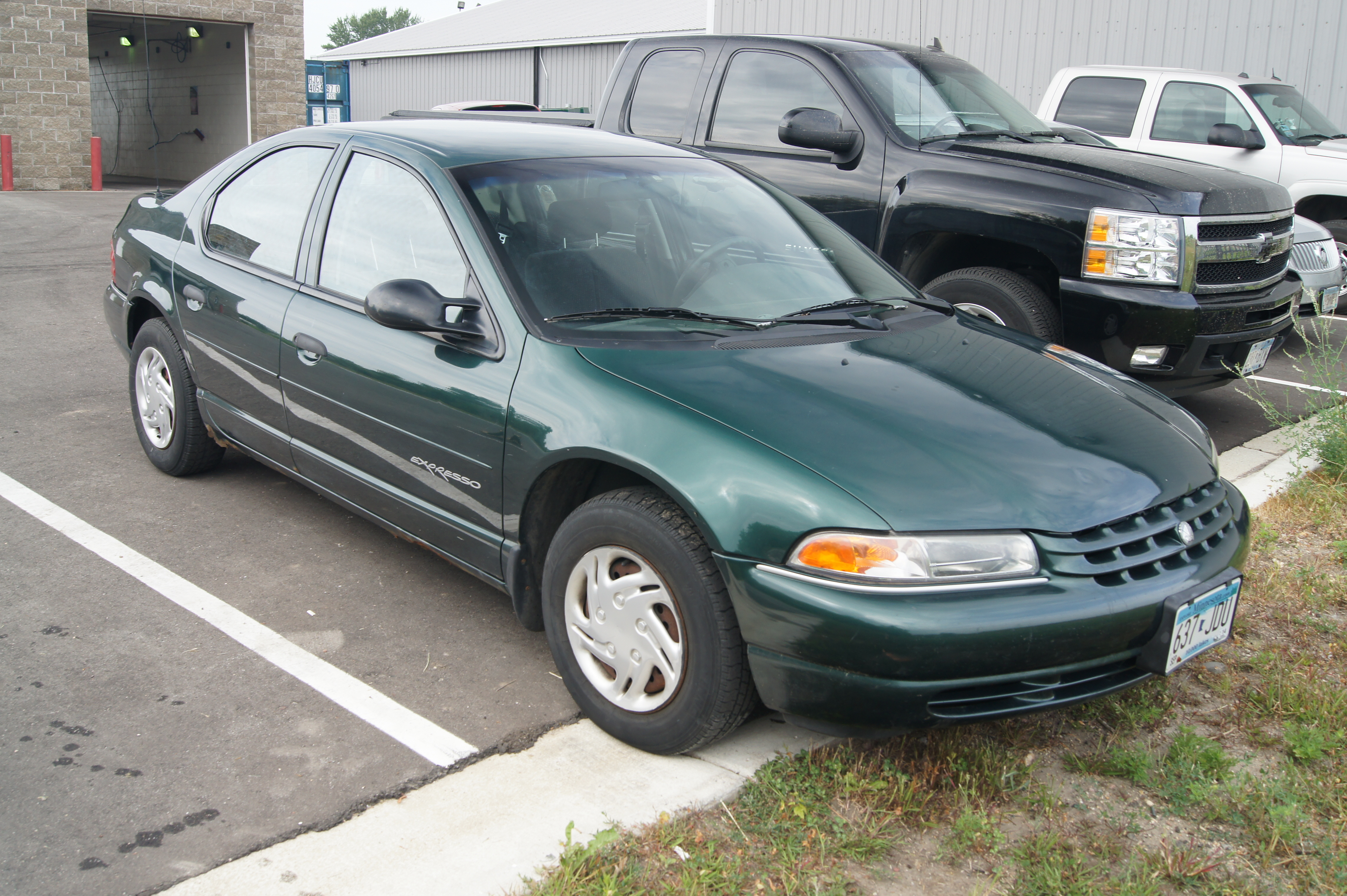
Plymouth Breeze Expresso
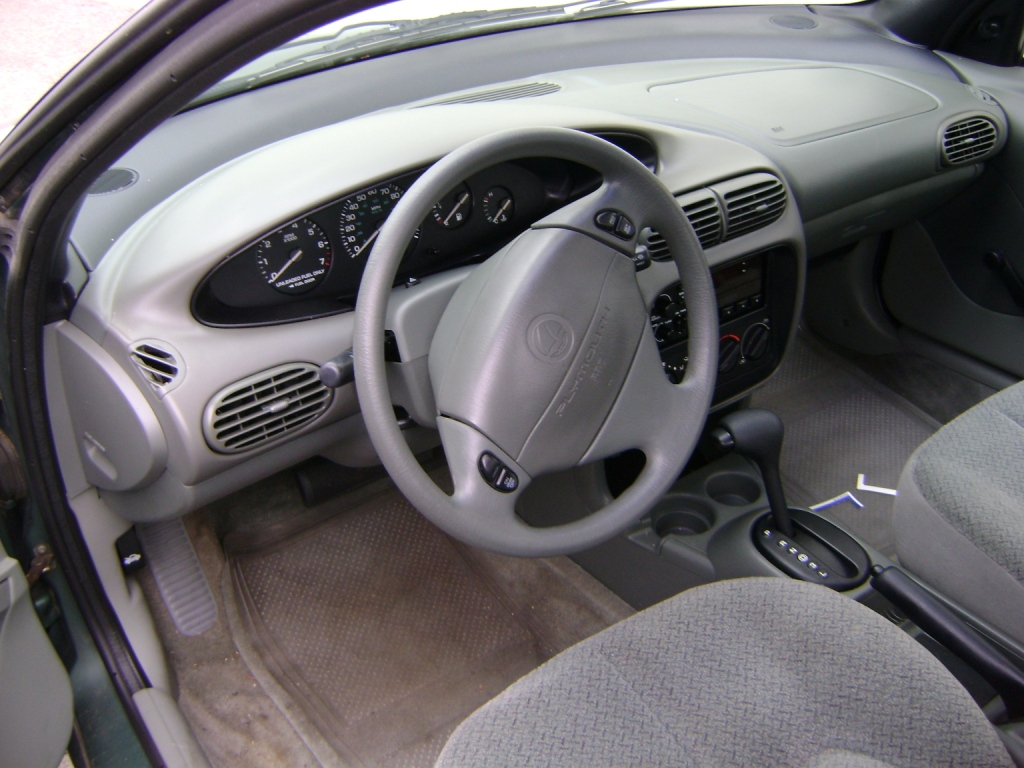
Innenraumansicht